# Happy Birthday, Mr. President

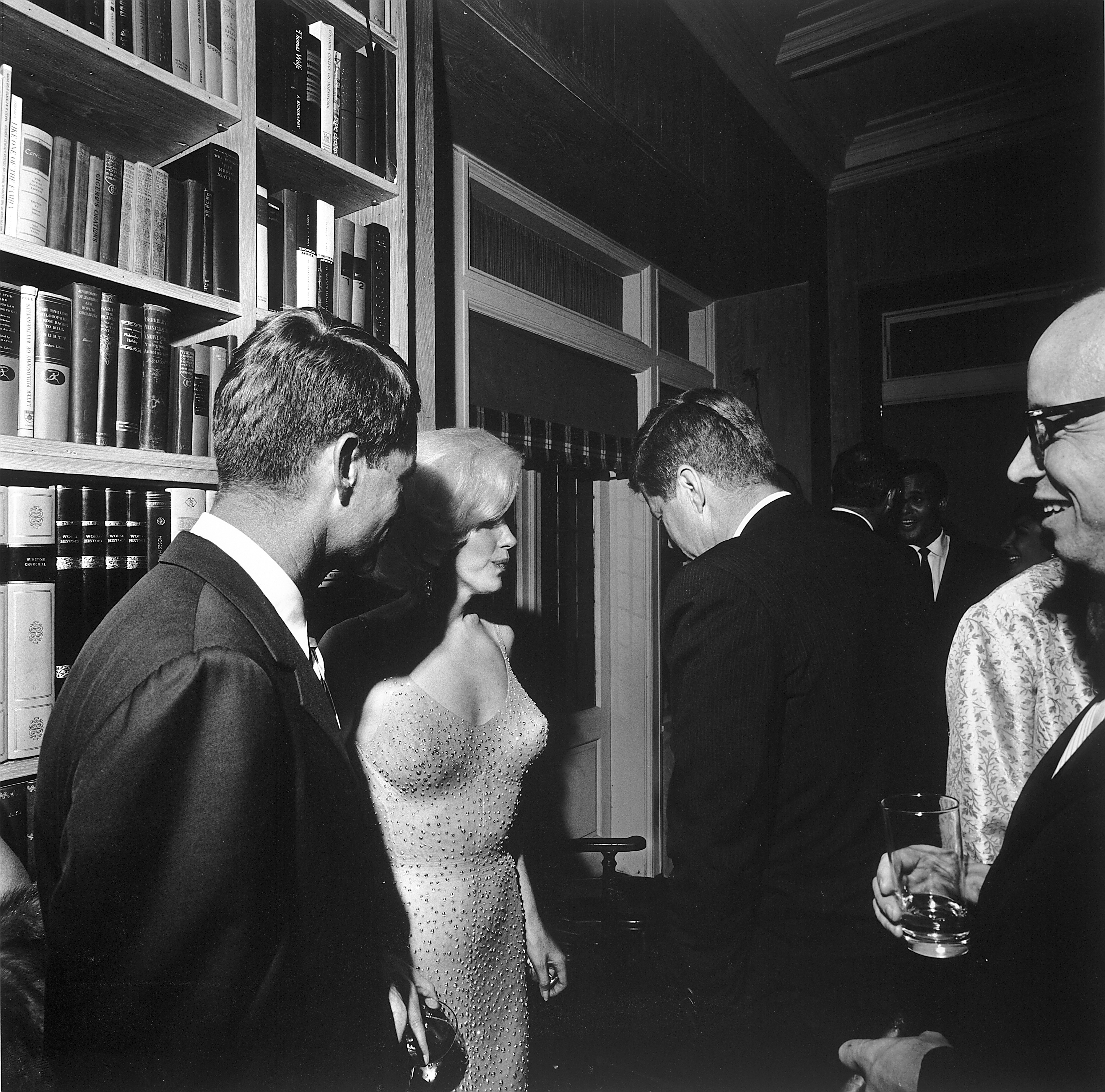
Monroe mit den Kennedy-Brüdern, US-Präsident John F. Kennedy und Justizminister Robert F. Kennedy

Happy Birthday, Mr. President ist ein Geburtstagsständchen, das die Schauspielerin Marilyn Monroe am 19. Mai 1962 anlässlich des bevorstehenden Geburtstags des US-Präsidenten John F. Kennedy im Madison Square Garden sang. Es handelt sich dabei um ein Medley aus Happy Birthday to You und Thanks for the Memory mit einem dem Anlass angepassten Text. Die Performance war Monroes letzter öffentlicher Auftritt vor ihrem Tod. Ihr Kleid wurde später für eine Rekordsumme versteigert und erlangte erneut Aufmerksamkeit, als es 60 Jahre später von Kim Kardashian zur MET-Gala getragen wurde.

## Hintergrund
Die Feier zum 45. Geburtstag des US-Präsidenten John F. Kennedy fand am 19. Mai 1962 im Madison Square Garden in New York statt, zehn Tage vor seinem eigentlichen Geburtstag. Die Veranstaltung, welche vom Musikkomponisten Richard Adler inszeniert und produziert wurde, stellte eine Spendensammlung für die Demokratische Partei dar, zu der auch Hollywoodstars wie Joan Copeland und Marilyn Monroe eingeladen wurden. Monroe war zu dieser Zeit von 20th Century Fox für das Filmprojekt Something’s Got to Give engagiert worden. Bei Vertragsunterzeichnung war vereinbart worden, dass sie auf der Presidential Birthday Gala auftreten durfte. Da sie während der Dreharbeiten mehrfach krankheitsbedingt ausgefallen war und die Produktion hinter dem Zeitplan lag, zog das Studio die Zustimmung für den Auftritt kurzfristig zurück; Monroe flog dennoch. Gerüchte über eine mögliche Affäre mit dem Präsidenten kursierten bereits. Die First Lady, Jacqueline Kennedy, verbrachte den Tag mit ihren Kindern, John F. Kennedy Jr. und Caroline Kennedy, auf einer Reitveranstaltung.

## Auftritt

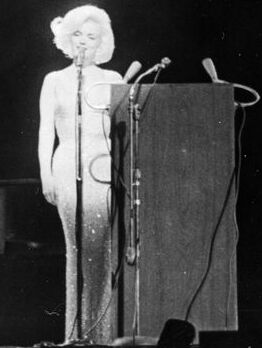
Marilyn Monroe auf der Bühne während des Auftritts

Monroe übte Vertrauten zufolge den ganzen Tag und erhielt als einzige eine Umkleide hinter der Bühne. Sie wurde von ihrer Publizistin Patricia Newcomb zur Gala begleitet. Als Peter Lawford, Schwager des US-Präsidenten und ihr jahrelanger Kollege, Monroe auf der Bühne vorstellte, erschien diese nicht und trat erst auf, als Lawford seine Einführung mehrmals wiederholt hatte. Er scherzte mit den Worten „the late Marilyn Monroe“ über ihre Verspätung, nahm ihr die weiße Capejacke aus Nerzfell ab und verließ die Bühne. Monroe begann mit einer lasziven Stimme und Körpersprache ein Geburtstagslied mit Passagen aus „Happy Birthday to You“ zu singen. Als Name setzte sie „Mr. President“ ein; daraufhin sang die Schauspielerin einen umgeschriebenen Teil von „Thanks for the Memory“. Sie wurde vom Pianisten Hank Jones begleitet. Zum Ende ihres Auftritts machte sie mehrere wackelige Sprünge, sodass ein besorgter Assistent zu ihr eilte. Unterdessen wurde ein großer Geburtstagskuchen in den Saal transportiert. Später begab sich Präsident Kennedy auf die Bühne und sagte: „Ich kann mich jetzt von der Politik in den Ruhestand begeben, nachdem Happy Birthday in so einer süßen, verträglichen Weise für mich gesungen wurde.“

## Nachwirkungen
Nach der Veranstaltung schoss der offizielle Fotograf der Präsidentschaft Kennedys Cecil W. Stoughton im Townhouse des Filmproduzenten Arthur Krim das einzige erhaltene Foto, welches die Schauspielerin mit Präsident Kennedy zeigt. Auf dem Bild wendet sich Kennedy von der Kamera ab. Zu sehen ist auch sein Bruder, der damalige Justizminister Robert F. Kennedy, der Gerüchten zufolge ebenfalls eine Affäre mit Monroe hatte.  Im Hintergrund stehen der Sänger Harry Belafonte und Historiker Arthur M. Schlesinger. Stoughton wurde angewiesen, kein gemeinsames Foto von Monroe und dem Präsidenten zu schießen. Der Filmemacherin Keya Morgan zufolge konfiszierte der Geheimdienst später alle Negative: „Das einzige, das überlebt hat, ist das, das im Trockner war.“ Nach Stoughtons Tod im Jahr 2008 wurde eine gedruckte Version entdeckt und von Morgan gekauft.
Happy Birthday, Mr. President war Marilyn Monroes letzter Auftritt in der Öffentlichkeit und führte zu Verstimmungen zwischen ihr und 20th Century Fox.  Das Studio hatte zuvor versucht, ihre Reise nach New York zu verhindern. Nach ihrer Rückkehr wurden die Dreharbeiten zu Something's Got To Give für kurze Zeit wiederaufgenommen. Im Juni wurde Monroe schließlich entlassen. Spätere Verhandlungen erwirkten ihre Wiedereinstellung und einen Austausch des Regisseurs. Die Fortsetzung der Dreharbeiten wurde für Oktober angesetzt. Da Monroe jedoch am 5. August 1962 verstarb, blieb der Film unvollendet.

## Kleid

### Verkauf
Für den Auftritt trug Monroe ein hautfarbenes, transparent wirkendes Kleid, versehen mit 2500 Strass-Kristallen. Es war vom Kostümbildner Bob Mackie unter dem Auftrag von Jean Louis entworfen worden. Das Kleid kostete damals 1440,33 $ (entsprach 9508 $ im Jahr 2019). 1999 wurde es für 1.260.000 $ (entsprach 1.850.000 $ im Jahr 2019) in New York City und 2016 für 4.800.000 $ in Los Angeles an das US-amerikanische Franchise Ripley’s Believe It or Not!  versteigert. Damit wurde es zum teuersten Kleid, das jemals verkauft wurde und löste Monroes weißes Kleid aus dem Film Das verflixte 7. Jahr ab.

### MET-Gala
Am 3. Mai 2022 verkündete die Reality-TV-Ikone Kim Kardashian auf Instagram, dass sie Monroes Kleid auf dem roten Teppich der Met Gala tragen würde. Kardashian trat auf der Gala in Begleitung ihres Partners Pete Davidson mit blond gefärbten Haaren auf. Journalisten riefen ihr zu und fragten sie, ob es sich um das Original oder ein Replikat handelte. Kardashian antwortete nicht und bestätigte später gegenüber der Vogue, dass sie für den Großteil des Abends ein Replikat trug. Dennoch hatte ihr Ripleys erlaubt, das 60 Jahre alte Original bei ihrem Gang über den roten Teppich zu tragen.